# Mort sur le Nil (téléfilm)
Pour les articles homonymes, voir Mort sur le Nil (homonymie) et Death on the Nile.
Mort sur le Nil (Death on the Nile) est un épisode de la série télévisée britannique Hercule Poirot, réalisé par Andy Wilson (en), sur un scénario de Kevin Elyot, d'après le roman Mort sur le Nil, d'Agatha Christie.
Ce téléfilm, qui constitue le 52e épisode de la série, a été diffusé pour la première fois le 12 avril 2004 sur le réseau d'ITV.

## Synopsis
Linet Ridgeway et Simon Doyle passent leur lune de miel en Égypte mais ils sont sans-cesse harcelés par l'ex-fiancée de Simon, Jacqueline de Bellefort. Poirot supplie cette dernière d’arrêter, craignant un drame, sans succès. Finalement, lors d'une croisière sur le Nil à laquelle participent Poirot, les jeunes mariés, Jacqueline et d'autres clients « aisés », Linet est retrouvée assassinée dans sa chambre. Tous les soupçons se tournent vers Jacqueline, cependant elle a un alibi. D'ailleurs, tout le monde semble en avoir un.

## Fiche technique
- Titre français : Mort sur le Nil
- Titre original : Death on the Nile
- Réalisation : Andy Wilson (en)
- Scénario : Kevin Elyot, d'après le roman Mort sur le Nil (Death on the Nile) (1937) d'Agatha Christie
- Décors : Michael Pickwoad
- Costumes : Sheena Napier
- Photographie : Martin Fuhrer
- Montage : John Mayes
- Musique originale : Christopher Gunning
- Casting : Maureen Duff et Gail Stevens
- Production : Margaret Mitchell
  - Production déléguée : Michele Buck, Phil Clymer, Delia Fine et Damien Timmer
  - Production associée : David Suchet
- Sociétés de production : London Weekend Television, A&E Television Networks, Agatha Christie Ltd.
- Durée : 100 minutes
- Pays d'origine :  Royaume-Uni
- Langue originale : Anglais
- Genre : Policier
- Ordre dans la série : 52e - (3e épisode de la saison 9)
- Première diffusion :
  -  Royaume-Uni : 12 avril 2004 sur le réseau d'ITV

## Distribution
- David Suchet (VF : Roger Carel) : Hercule Poirot
- James Fox (VF : Michel Paulin) : Colonel Race
- Emma Griffiths Malin (VF : Patricia Elig) : Jacqueline de Bellefort
- J.J. Feild (VF : Thierry Bourdon) : Simon Doyle
- Emily Blunt (VF : Charlyne Pestel) : Linnet Doyle
- Judy Parfitt : Miss Van Schuyler
- Daisy Donovan (VF : Catherine Lafond) : Cornelia Robson
- Barbara Flynn (VF : Monique Thierry) : Mrs Allerton
- Daniel Lapaine : Tim Allerton
- David Soul (VF : Jean Roche) : Andrew Pennington
- Frances de la Tour (VF : Anne Ludovik) : Salome Otterbourne
- Zoe Telford : Rosalie Otterbourne
- Alastair Mackenzie (VF : Olivier Cordina) : Ferguson
- Steve Pemberton (VF : Philippe Ariotti) : Dr Bessner
- George Yiasoumi : le directeur de la croisière
- Elodie Kendall : Joanna Southwood
- Félicité Du Jeu : Louise Bourget

Source doublage : RS doublage et Carton de doublage T.V.

## Tournage
- Le bateau utilisé pour le tournage est le SS Sudan

Parmi les plus célèbres passagers du Sudan, on peut citer l'archéologue Max Mallowan et son épouse Agatha Christie. C'est au cours d'une de ces croisières que cette dernière aurait eu l'idée de son célèbre roman policier Mort sur le Nil.

## Autour du film
- Cet épisode a été principalement tourné en Égypte, où la chaleur était si forte que les acteurs devaient être remaquillés entre deux prises.